# Informacja patentowa
Informacja patentowa – wszelkiego rodzaju informacje, zawarte w publikacjach dotyczących ochrony własności przemysłowej. Informacja o zgłoszonych i opatentowanych wynalazkach, zarejestrowanych wzorach użytkowych i znakach towarowych, przepisach prawno-patentowych oraz piśmiennictwie dotyczącym zagadnień ochrony własności przemysłowej.
Informacja patentowa dzielona jest na cztery rodzaje informacji:
- o rozwiązaniach zgłoszonych do ochrony,
- o udzielonych prawach wyłącznych,
- o aktach prawych, czyli krajowe i międzynarodowe akty normatywne dotyczące ochrony własności przemysłowej,
- informacje uzupełniające w postaci publikacji, komentarzy, poradników, podręczników, klasyfikacji, opracowań naukowych i metodycznych itp.[3]

Źródłami informacji patentowej są literatura patentowa i patentowe bazy danych.